# Anthony Harvey
Anthony Harvey (ur. 3 czerwca 1930 w Londynie, zm. 23 listopada 2017 w Water Mill) – brytyjski montażysta filmowy i reżyser. Nominowany do Oscara i Złotego Globu za reżyserię filmu Lew w zimie (1968).
Jako montażysta współpracował z takimi reżyserami jak, m.in.: Stanley Kubrick (przy filmach Doktor Strangelove, czyli jak przestałem się martwić i pokochałem bombę oraz Lolita) czy Martin Ritt.

## Filmografia (reżyser)
- Dutchman (1967)
- Lew w zimie (1968)
- Błędny detektyw (1971)
- Szklana menażeria (1973)
- Abdykacja (1974)
- Zniknięcie Aimee (1976)
- Gracze (1979)
- Orle skrzydło (1979)
- Rzeczy Ryszarda (1980)
- Grace Quigley (1984)
- Jesienna miłość (1994)